# Калужская епархия
Калужская епархия — епархия Русской православной церкви, объединяющая приходы и монастыри в северо-восточной части Калужской области (в границах городских округов Калуга и Обнинск, а также Боровского, Жуковского, Малоярославецкого, Ферзиковского, Тарусского, Дзержинского, Медынского, Перемышльского, Бабынинского и Мещовского районов). Входит в состав Калужской митрополии.
Епархиальный архиерей имеет кафедральные храмы в двух городах: Калуге (Троицкий собор — с 24 августа 1999 года) и Боровске (Благовещенский собор).
Правящий архиерей с 1990 года — митрополит Калужский и Бо́ровский Климент.

## История
Учреждена 16 октября 1799 года; ранее территория входила в основном в Крутицкую епархию.
В первые послевоенные годы число храмов епархии достигло 38. В ходе нового наступления на Церковь, стартовавшего в 1958 году, их осталось 27. Регистрация приходских общин возобновилась лишь в 1988 году — в год тысячелетия Крещения Руси. На начало 2010 года в епархии было 186 действующих приходов, 6 монастырей и 2 скита. Кроме того, на территории епархии расположены 2 ставропигиальных монастыря: Оптина пустынь и Казанская Амвросиевская пустынь.
2 октября 2013 года из Калужской епархии были выделены самостоятельные Козельская и Песоченская епархии, все три епархии вошли в состав новообразованной Калужской митрополии. Из состава Калужской епархии выведены приходы Думиничского, Жиздринского, Козельского, Людиновского, Сухиничского, Ульяновского, Хвастовичского, Барятинского и Юхновского районов.
Распоряжением митрополита Калужской епархии 12 ноября 2013 года № 178 образованы благочиния на территории епархии и назначены благочинные:
- 8-й округ (Медынское благочиние): Медынский район. Благочинный — иерей Александр Земцов;
- 9-й округ (Перемышльское благочиние): Перемышльский район. Благочинный — иерей Дионисий Добров;
- 10-й округ (Бабынинское благочиние): Бабынинский и Мещовский районы. Благочинный — протоиерей Сергий Янин.

## Правящие архиереи
- 16—21 октября 1799 — Серапион (Александровский)
- 30 октября 1799 — 5 марта 1809 — Феофилакт (Русанов)
- 16 апреля 1809 — 2 мая 1813 — Евлампий (Введенский)
- 9 июня 1813 — 7 февраля 1816 — Евгений (Болховитинов)
- 7 февраля 1816 — 15 марта 1819 — Антоний (Соколов)
- 1 июня 1819 — 12 января 1825 — Филарет (Амфитеатров)
- 4 января 1826 — 20 мая 1828 — Григорий (Постников)
- 20 мая 1828 — 9 сентября 1831 — Гавриил (Городков)
- 9 сентября 1831 — 8 сентября 1834 — Никанор (Клементьевский)
- 26 октября 1834 — 15 сентября 1851 — Николай (Соколов)
- 13 октября 1851 — 13 апреля 1881 — Григорий (Миткевич)
- 14 мая 1881 — 2 мая 1888 — Владимир (Никольский)
- 2 мая 1888 — 3 июня 1890 — Анастасий (Добрадин)
- 3 июня 1890 — 30 октября 1892 — Виталий (Иосифов)
- 30 октября 1892 — 24 января 1894 — Анатолий (Станкевич)
- 24 января 1894 — 8 октября 1895 — Александр (Светлаков)
- 10 октября 1895 — 20 июня 1901 — Макарий (Троицкий)
- 10 июля 1901 — 31 декабря 1910 — Вениамин (Муратовский)
- 31 декабря 1910 — 25 июня 1912 — Александр (Головин)
- 25 июня 1912 — 13 мая 1913 — Тихон (Никаноров)
- 13 мая 1913 — 5 июля 1916 — Георгий (Ярошевский)
- 19 июля 1916 — 29 сентября 1927 — Феофан (Туляков)
- 29 сентября 1927 — 10 июля 1928 — Стефан (Знамировский)
- 12 августа — 12 декабря 1928 — Павел (Введенский)
- 1 января 1929 — 16 сентября 1930 — Сильвестр (Братановский)
- 2 декабря 1930 — 16 июня 1933 — Павлин (Крошечкин)
- 29 июня 1933 — 5 апреля 1934 — Димитрий (Добросердов)
- 9 апреля 1934 — 23 ноября 1937 — Августин (Беляев)
- 1937—1942 — кафедра вдовствовала
- 10 января 1942 — 14 июля 1943 — Питирим (Свиридов)
- 14 июля 1943 — 1 мая 1944 — Алексий (Сергеев) в/у, архиепископ Рязанский
- сентябрь 1945 — 22 марта 1960 — Онисифор (Пономарёв)
- 22 марта 1960 — 19 июля 1962 — Леонид (Лобачев)
- 19 июля 1962 — 28 апреля 1963 — Стефан (Никитин) в/у, епископ б. Можайский
- 14 мая — 29 мая 1963 — Леонид (Лобачёв)
- 29 мая 1963 — 25 ноября 1965 — Ермоген (Голубев)
- 25 ноября 1965 — 17 апреля 1975 — Донат (Щёголев)
- 17 апреля 1975 — 11 июня 1977 — Николай (Кутепов)
- 11 июня 1977 — 16 июля 1982 — Никон (Фомичев)
- 16 июля 1982 — 20 июля 1990 — Илиан (Востряков)
- с 20 июля 1990 года — Климент (Капалин)

## Викариатства
- Боровское (недейств.)
- Козельское (ныне самостоятельная епархия)
- Людиновское (недейств.)
- Малоярославецкое (недейств.)
- Мосальское (недейств.)
- Сухиничское (недейств.)
- Тарусское (действ.)

## Благочиния
Епархия разделена на 11 церковных округов (по состоянию на октябрь 2022 года):
- 1-е Калужское благочиние
- 2-е Калужское благочиние
- Боровское (1-е) благочиние
- Жуковское (2-е) благочиние
- Обнинское (3-е) благочиние
- Малоярославецкое (4-е) благочиние
- Тарусское (6-е) благочиние
- Кондровское (7-е) благочиние
- Медынское (8-е) благочиние
- Перемышльское (9-е) благочиние
- Бабынинское (10-е) благочиние

## Монастыри
Мужские
- Калужский Свято-Лаврентьев монастырь в Калуге
- Пафнутьев Боровский монастырь в Боровске
- Калужская Свято-Тихонова Пустынь в селе имени Льва Толстого Дзержинского района
- Свято-Георгиевский Мещовский монастырь в посёлке Искра Мещовского района
- Крестовский монастырь в Калуге

Женские
- Спасо-Преображенский Воротынский монастырь в селе Спас на Угре)
- Богородично-Рождественская пустынь в селе Барятино Дзержинского района
- Монастырь Калужской иконы Божией Матери в Калуге
- Казанский женский монастырь в Калуге
- Свято-Никольский Черноостровский монастырь в Малоярославеце

Недействующие
- Шаровкин Успенский монастырь в Перемышльском районе